# Občanská válka na Srí Lance
Občanská válka na Srí Lance byl ozbrojený konflikt na ostrovním státě Srí Lanka, který leží v Indickém oceánu. Válka začala v červenci 1983 povstáním organizace zvané Tygři osvobození tamilského Ílamu (LTTE, známé také pod jménem Tamilští tygři) a dalších místních ozbrojených skupin proti srílanské vládě. Tamilští tygři se snažili na severu a východě ostrova, který byl obývaný Tamily, vytvořit samostatný stát tzv. Tamilský Ílam. Válka trvající 26 let skončila v květnu 2009 vítězstvím srílanských vládních vojsk. Napětí mezi většinovými Sinhálci (73,8 %) a menšinovými Tamily (13,9 %) ale stále trvá.

## Příčiny války

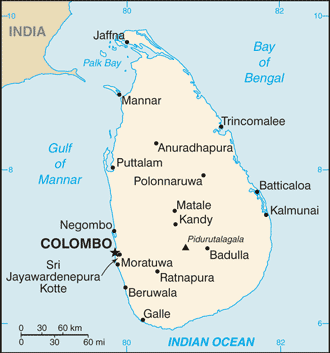
Srí Lanka

Kořeny konfliktu je třeba hledat už v koloniální éře. Ostrov, který v té době nesl název Cejlon, byl korunní kolonií Velké Británie. Britové ekonomicky i při správě ostrova velmi výrazně využívali Tamily, a to nejen místní obyvatele, ale také Tamily nově přivezené z Indie. Etnika kromě rozdílného původu rozdělovalo i náboženství. Sinhálci jsou buddhisté a Tamilci jsou, jako většina Indie, hinduisté. V roce 1948 získala Srí Lanka nezávislost a správa země se dostala do rukou většinových Sinhálců. Tamilové byli zbaveni občanství a měli být vystěhováni zpátky do Indie. Diskriminace Tamilů vedla k vytvoření We Tamils Movement (WTM, česky Hnutí My Tamilové). K prvním krvavým střetům, které si vyžádaly lidské oběti, došlo na začátku roku 1958 za vlády premiéra Solomona Bandáranájakeho.
V roce 1963 začaly po Srí Lance kolovat materiály podporující tamilskou nezávislost. Anton Balasingham emigroval ze země a stal se hlavou rodícího se separatistického hnutí. Ve stejnou dobu se mladí Tamilové vedení Vellupilájem Prabhakaranem začali angažovat na Srí Lance. Společně tyto síly vytvořily v roce 1972 organizaci Tamil New Tigers (TNT, česky Tamilští noví tygři). Ideologie nově vzniklé skupiny byla inspirována tamilskou říší Čóla, která existovala od 3. století př. n. l. do roku 1279 a patřila mezi nejvýznamnější státní celky v oblasti.
K separatistickému hnutí se přidávali i mladí Tamilové studující v zahraničí, a tak vznikla v anglickém Manchesteru Ílamská revoluční studentská organizace. Zanedlouho se stala hlavní hnací silou tamilského Ílamu v diaspoře. Na domácí politické scéně se objevila strana, která hájila zájmy Tamilů – Tamilská národní aliance (TULF). Strana byla podporována ozbrojenými jednotkami, které tvořili mladí Tamilové. Většinou se jednalo o poválečnou generaci, která trpěla nedostatkem vzdělání a vysokou nezaměstnaností, a viděla v revoluci proti vládě zlepšení své situace. V roce 1977 strana TULF dosáhla výrazného vítězství ve volbách a stala se nejsilnější opoziční stranou v parlamentu. Ve stejném roce došlo k pogromům proti Tamilům na místech, kde tvoří menšinu. TULF nebyla schopna útokům zabránit a nedařilo se tak plnit volební sliby. Díky tomu začala ztrácet kontrolu nad tamilskými ozbrojenými skupinami.

## Vypuknutí války
Nespokojenost s politikou TULF byla hnací silou k tvorbě nových ozbrojených skupin, které působily zcela bez kontroly tamilských vůdců v parlamentu. Nejsilnější skupinou byla TNT, která začala od roku 1976 používat název Tygři osvobození tamilského Ílamu (LTTE). Tamilští tygři začali útočit na orgány státní správy (převážně policejní stanice) a páchali atentáty na umírněné Tamily, kteří byli ochotni vést dialog s vládou. V červenci 1983 došlo k útoku na vojenskou hlídku Four four bravo v blízkosti města Thirunelveli. Ozbrojenci LTTE zabili velitele jednotky a 12 vojáků. Jako pomsta vypukl v hlavním městě Colombo pogrom na Tamily. Udává se, že si pogrom vyžádal 400 – 3 000 mrtvých Tamilů a mnoho jiných opustilo oblasti, kde měli Sinhálci silnou většinu. Tento den se považuje za oficiální začátek občanské války.

## Průběh války

### 1984–1987
LTTE začala s útoky na Sinhálce. Mezi nejvýznamnější patří masakr na farmě Dollarových a Kentových v roce 1984, kde ozbrojenci LTTE povraždili 62 civilistů včetně dětí. Ještě horší masakr se odehrál následující rok v Anuradhápuře. Ozbrojenci zaútočili na autobusové nádraží a otevřenou palbou zavraždili 146 civilistů. Sinhálci odpověděli se stejnou brutalitou. Povraždili na trajektu převážejícím Tamily 23 civilistů.
První mírový dialog z roku 1985 skončil neúspěchem a masakry civilního obyvatelstva pokračovaly dál. V roce 1987 vytlačila vládní vojska Tamilské tygry až na sever k městu Jaffna. Konflikt se tak rozhořel s velkou silou. Jak vládní vojsko, tak Tamilští tygři provedli řadu velice krvavých operací. Armáda na přelomu května a června 1987 podnikla operaci „Osvobození“, která skončila úspěchem. Vláda ovládla město Jaffna a vůdci LTTE unikli jen těsně dopadení. LTTE byla okolnostmi přinucena změnit svůj styl boje. V červenci 1987 provedla svůj první sebevražedný útok a následně je začala hojně využívat. Během války uskutečnila přes 170 sebevražedných útoků, což ji vyneslo nelichotivé první místo v počtu sebevražedných útoků v historii.

### Indická intervence
Indie se začala živě zajímat o situaci na Srí Lance v 80. letech a měla k tomu hned několik důvodů. Indická vláda se bála, že by separatistické hnutí mohlo přesunout i na území Indie, kde žije skoro 61 miliónů Tamilů. Silné hnutí vzniklo hlavně v indickém státě Tamilnádu. Na druhou stranu totální porážka Tamilských tygrů by znamenala příliv uprchlíků do Indie a vytvoření jejich základen na jejím území. Zpočátku Indie nepodporovala Tamily přímo, ale dodávala zbraně jednotlivým bojujícím skupinám. Velkou část dodávek dostala skupina Tamil Eelam Liberation Organization (TELO, Tamilská Ílamská osvobozenecká organizace), která byla hlavním rivalem Tamilských tygrů. Od podpory jednotlivých soupeřících skupin si Indie slibovala, že tamilské hnutí zůstane roztříštěné a nedosáhne dostatečné síly, aby vytvořilo samostatný stát. Na druhou stranu by bylo dost silné, aby se ubránilo před vládními silami.
Prvním přímým zásahem do války bylo shození 25 tun potravin a zdravotnického materiálu rebelům při operaci Osvobození. Vládě v Colombu bylo jasné, že Indie nenechá Tamilské tygry padnout, a tak začala jednat. V červenci 1987 se sešli vládní představitelé Indie a Srí Lanky a sepsali mírovou dohodu. Podle ní měla vláda udělat několik ústupků vůči Tamilům. Přenést mnohé pravomoci z vlády v hlavním městě na vládu v provinciích, sloučit severní a východní provincie s tamilským obyvatelstvem do jedné provincie a uznat tamilštinu jako oficiální jazyk. Na oplátku se Indie zavázala poslat do tamilských provincií mírové jednotky složené z příslušníků indické armády – Indické mírové síly (IPKF), které by dohlížely na klid zbraní a odzbrojily by místní separatistické jednotky. Vojenské skupiny Tamilů včetně Tamilských tygrů s dohodou souhlasily.
Příchod indických jednotek vyvolal ale velkou nelibost v řadách Sinhálců. Na jihu země vypuklo povstání proti vládě do jehož čela se postavila Janatha Vimukthi Peramuna (JVP, česky Lidová osvobozenecká fronta, de facto komunistická strana Srí Lanky – strana obviňovaná ze sinhálského šovinismu i ze stálého praktikování násilí v rámci politického (třídního) boje, strana označována za rasistickou a protitamilskou a vládou viněná z protitamilských pogromů na Srí Lance v roce 1983 během takzvaného „Černého července“). Zemí začalo zmítat povstání, které trvalo dva roky (1987–1989) a vyžádalo si životy přibližně 50 000 lidí. Zpráva prezidentské Komise pro mládež z roku 1990 zdůraznila zásadní význam meritokratických procesů na Srí Lance pro udržení sociální (společenské) a politické stability.
Indické mírové síly úspěšně odzbrojily separatistické skupiny až na Tamilské tygry. Ti odmítli vydat zbraně, a tak se mírové složky pokusily demobilizovat Tamilské tygry silou. Celé indické snažení skončilo plnohodnotným vojenským konfliktem indických mírových sil proti Tamilským tygrům, při kterém přišlo o život okolo 1 200 indických vojáků IPKF. Odpor Sinhálců k intervenci vyvrcholil tajnou dohodou vlády a Tamilských tygrů o zastavení bojů. Indická armáda pokračovala ve vojenských operacích, které často porušovaly základní lidská práva. Volání jak srílanské vlády, tak Tamilských tygrů po stažení vyslyšel až nově zvolený premiér Indie Višvanáth Pratáp Singh. Poslední indický voják opustil Srí Lanku 24. května 1990.
Indická pomoc Tamilům a hlavně Tamilským tygrům se zcela zastavila po roce 1991, kdy se 21. května stal obětí atentátu 7. indický expremiér Rádžív Gándhí – nejstarší syn indické političky a premiérky Indiry Gándhíové (oběť atentátu 31. října 1984) a vnuk indického expremiéra Džaváharlála Néhrú. Z útoku byli podezřelí právě Tamilští tygři. V roce 1992 byla Indie první zemí, která Tygry osvobození tamilského Ílamu (LTTE) zařadila na seznam teroristických organizací.

### 1990–1993

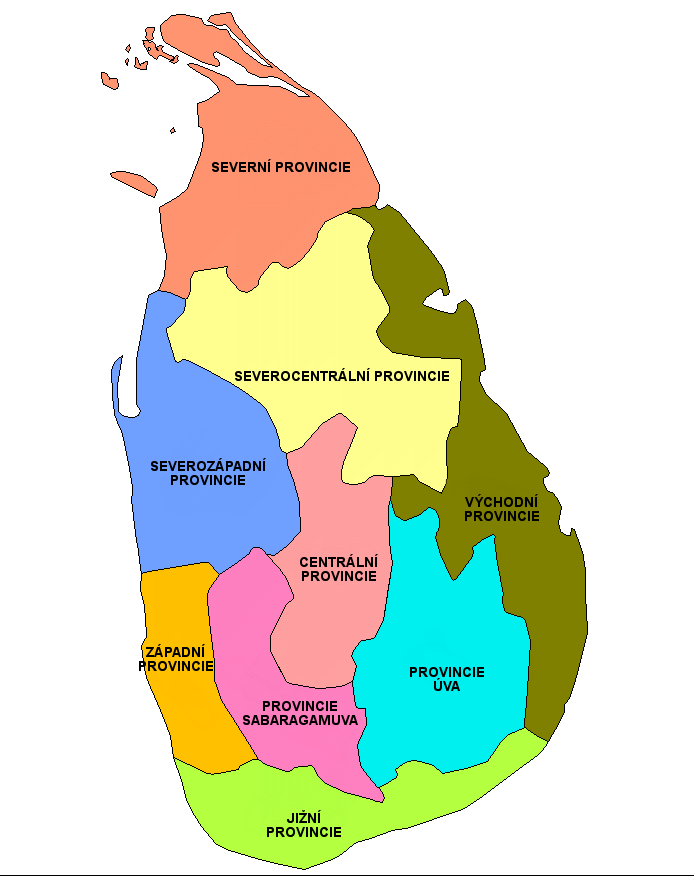
Provincie na Srí Lance

Po odchodu indických vojsk začali Tamilští tygři zřizovat svoji vlastní správu na územích, které ovládali. Příměří z roku 1990 pomohlo LTTE zničit všechny zbývající tamilské opoziční skupiny, zatímco vládní vojska bojovala s povstáním JVP na jihu země. Jakmile obě strany dosáhly ve svých bojích svého, začala občanská válka nanovo. První operací byl útok vládních vojsk na Jaffnu.
Boje se rozhořely s nepředstavitelnou brutalitou. V červnu 1990 zajala a popravila LTTE přes 600 policistů ve východní provincii (některé údaje udávají dokonce 774 mrtvých). Vláda odpověděla embargem na dovoz potravin a zdravotnického materiálu do Jaffny a začala letecky bombardovat pozice Tamilských tygrů. Separatisté na oplátku zintenzivnili útoky na civilní obyvatelstvo. Největší masakr války se odehrál v Palliyagodella v říjnu 1991. Tamilští tygři povraždili 166 muslimů včetně žen a dětí. Po tomto masakru byla LTTE zařazena na list teroristických organizací 33 státy světa. Místní muslimové začali tvořit svoje vlastní vojenské jednotky a mstili se v tamilských vesnicích stejným způsobem. Nakonec celá situace vyústila ve vyhnání muslimů z území ovládaných Tamilskými tygry. Domov muselo opustit okolo 72 000 muslimů převážně ze Severní provincie.
Největší bitva války proběhla v červenci 1991 ve Sloním průsmyku, který je úzkým pruhem země oddělujícím Jaffnu od zbytku ostrova a je tak jedinou suchozemskou cestou do Jaffny. LTTE s 5 000 vojáky oblehla vládní vojska. Během měsíčního obléhání padlo 2 000 vojáků na obou stranách. Obléhání ukončil až příchod vládních posil v počtu 10 000 vojáků. Vládní ofenzívy v roce 1992 skočily neúspěchem díky politickému zásahu Indie. V srpnu 1992 zemřeli tři vrchní generálové srílanské armády, když jejich auto najelo na minu. LTTE se dokonce podařilo v květnu 1993 spáchat úspěšný atentát na prezidenta Ranasingheho Premadasu a zvítězila v bitvě u Poonerynu na severu země.

### 1994–2000

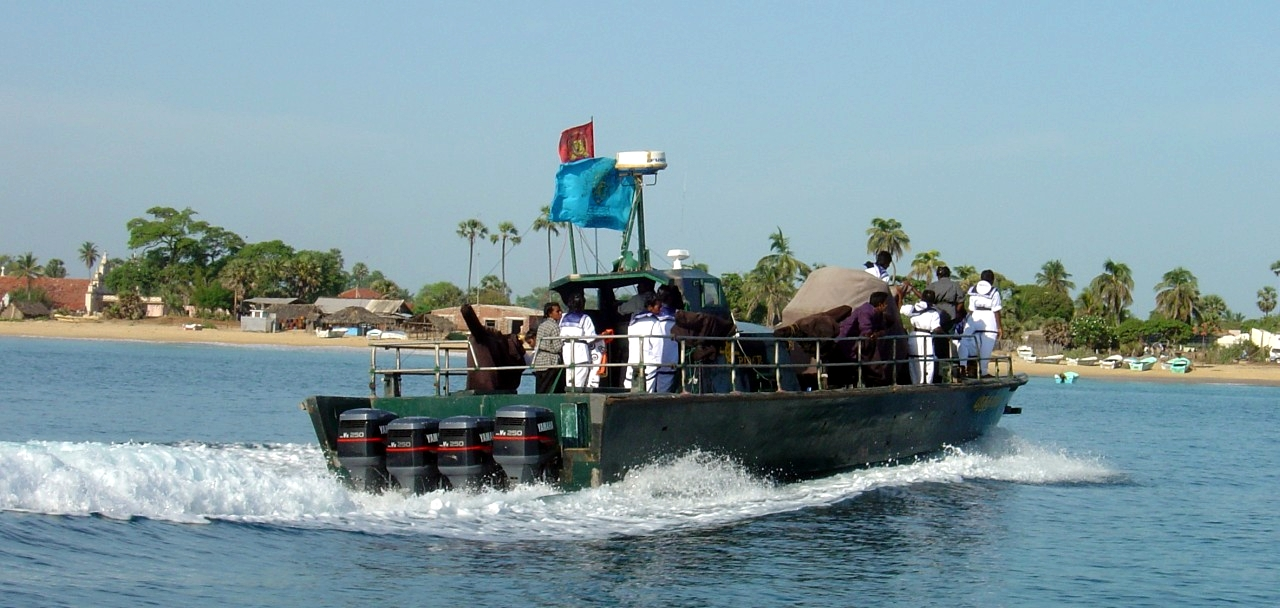
Námořní hlídka Tamilských tygrů v době míru.

V roce 1994 vyhrála volby na Srí Lance aliance vedená političkou Chandrikou Kumaratungovou, která prosazovala mírové řešení problému. V lednu 1995 bylo vyhlášeno příměří, ale následné jednání k ničemu nevedlo. Válka propukla nanovo v dubnu 1995. Nová vláda začala razit heslo Válka za mír a vložila hlavní úsilí do obsazení Jaffny, která byla od začátku války hlavní baštou rebelů. Po sedmi týdnech těžkých bojů se podařilo vládnímu vojsku dobýt město, které bránilo 2 000 rebelů. Dne 5. prosince 1995 byla ministrem obrany Anuruddou Ratwattou nad městem slavnostně vyvěšena srílanská vlajka. Při bitvě padlo 2 500 vojáků a rebelů a 350 000 civilistů muselo opustit město. Mnoho uprchlíků se ale vrátilo následující rok zpátky.
Tamilští tygři odpověděli operací Operation Unceasing Waves, (česky Nepřetržité vlny) a dobyli město Mullaitivu. Při boji zabili 1 400 vládních vojáků a zbývajících 200 zajatců popravili. V té době Tamilští tygři využívali velice často sebevražedné atentátníky. Nejznámějším útokem se stal útok na Centrální banku v Colombu, kdy zemřelo 90 lidí a 1 400 bylo zraněno. Vláda reagovala postavením organizace Tamilských tygrů mimo zákon a tlačila na zahraniční vlády, aby udělaly to samé. Velice tak omezila financování aktivit Tamilských tygrů.
Tamilové provedli v roce 1998 Operation Unceasing Waves II, při které se jim podařilo dobýt město Kilinočči a zabít téměř 2 500 vládních vojáků. Vládní operace Rana Gosa v roce 1999 zase zaútočila na Vanni, kam se stáhla LTTE po dobytí Jaffny. Armádě se ale nepodařilo ovládnout region. Operation Unceasing Waves III v listopadu 1999 vytlačila vládní vojsko z dobytých pozic a Tamilové úspěšně postupovali na Sloní průsmyk a k Jaffně. Dokonce se LTTE pokusila zavraždit prezidentku Chandriku Kumaratungovou. Kumaratungová sice přišla o oko, ale podařilo se jí přežít a podruhé vyhrát volby. V dubnu 2000 padl Sloní průsmyk do rukou Tamilů, ale útok na Jaffnu armáda odrazila a město udržela.

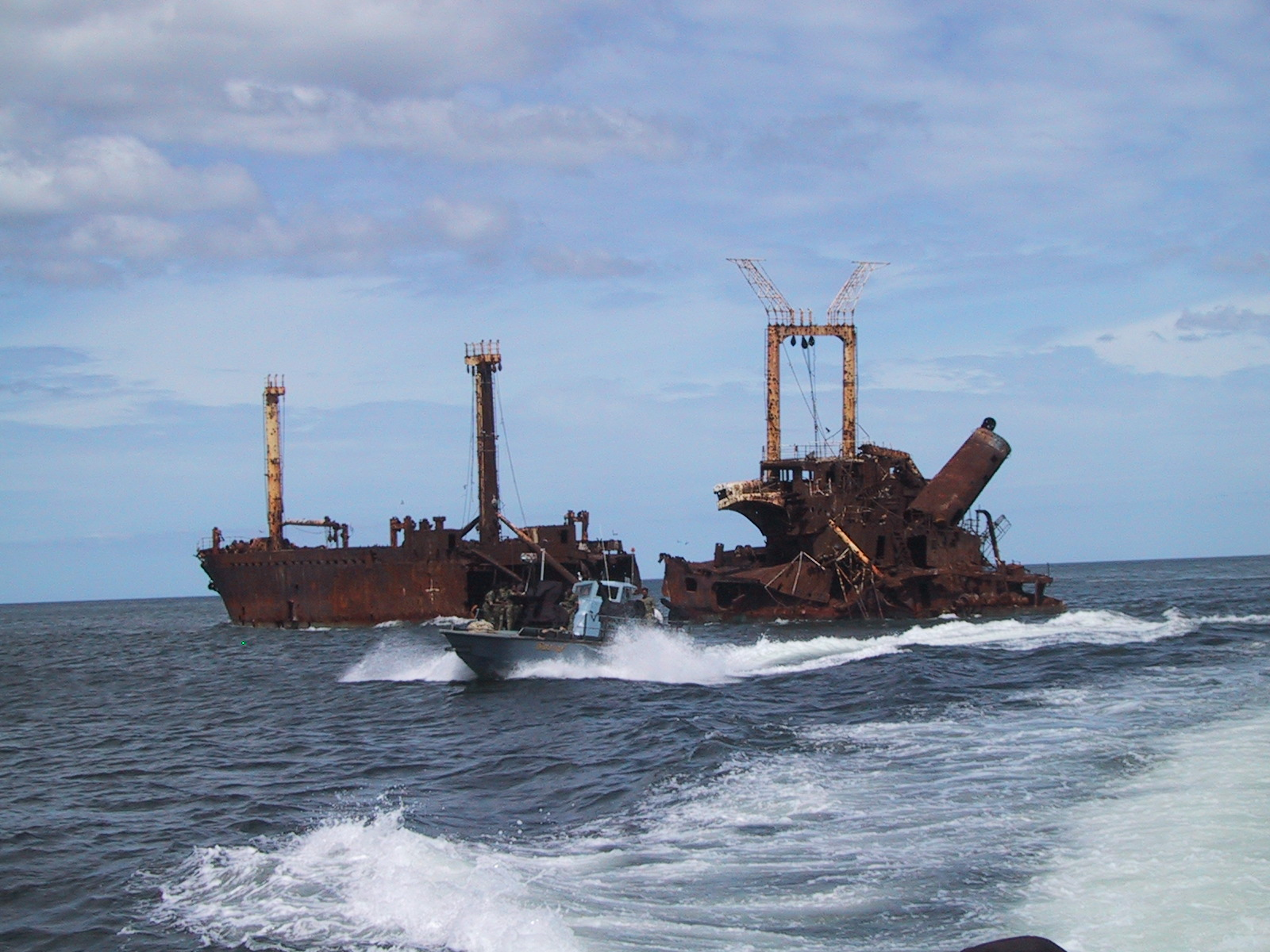
Tamilský útočný člun s potopenou nákladní lodí

## Mírová jednání
Vyčerpání z nekonečných bojů, desítky tisíc mrtvých a přes milión lidí žijících v uprchlických táborech vyvolalo vznik hnutí za mír. Mírové organizace začaly pořádat konference, debaty a další akce, které daly podklad k jednání obou stran. V únoru 2000 bylo Norsko požádáno, aby dělalo prostředníka mezi vládou a Tamily. Naděje na mír začaly dostávat konkrétní podobu v prosinci 2000, kdy LTTE vyhlásila jednostranný klid zbraní. Mír ale vydržel pouze do dubna 2001, kdy Tamilští tygři obnovili své ofenzívy. Na mezinárodním letišti v Bandaranaike provedlo čtrnáctičlenné sebevražedné komando útoky na letadla. Atentátníkům se podařilo zničit 8 vojenských letounů a čtyři dopravní letadla (všechna značky Airbus). Útok byl příčinou velkého poklesu turismu a následných výrazných ekonomických problémů na Srí Lance.
Po zářijových útocích na USA v roce 2001 začali separatisté projevovat zájem o mírové řešení konfliktu. Tamilové se obávali, že v pokračující válce by mohli Američané začít podporovat vládu v rámci začínající války s terorismem, kterou USA a spojenci v roce 2001 začali. Vláda zase začala čelit nespokojenosti lidí s průběhem války pro mír, která mír nepřinášela, a s krizí ekonomiky. Situace dospěla k předčasným volbám, které v roce 2001 přinesly vítězství Ranilu Wickremasingh. Nově vzniklá vláda se zavázala najít mírovou cestu konfliktu.

### Memorandum porozumění
V prosinci 2001 přišly první konkrétní výsledky jednání, které zprostředkovalo opět Norsko. Tamilští tygři se zavázali zastavit palbu po dobu 30 dní a po celou dobu neprovádět žádné nepřátelské akce proti vládním silám. Vláda se k zastavení bojů přidala a uvolnila ekonomické embargo, které bylo na území Tamilských tygrů uvaleno. Následně 22. února 2002 bylo oběma stranami podepsáno Norskem navržené Memorandum porozumění, jež po skoro 20 letech účinně zastavilo občanskou válku. Podle memoranda byla vytvořena Srílanská monitorovací mise, která dohlížela na klid zbraní. Členové mise byli v drtivé většině ze skandinávských zemí. Začala létat dopravní letadla z Colomba do Jaffny a LTTE otevřela klíčové silniční uzly na severu země. Obyvatelé tak mohli po zaplacení mýtného projíždět územím obsazeným LTTE.
Dlouho očekávaný mírový dialog začal v září 2002 v Phuketu v Thajsku. Další kola jednání se odehrávala v Norsku a Německu. Obě strany souhlasily s vytvořením federace a Tamilští tygři se vzdali ideje nezávislého Ílámu. To byl klíčový kompromis Tamilských tygrů, bez kterého by k úspěšnému jednání nikdy nedošlo. Poprvé od začátku války si obě strany vyměnily válečné zajatce.

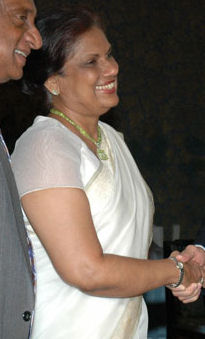
Prezidentka Chandrika Kumaratungová

### Problémy mírové dohody

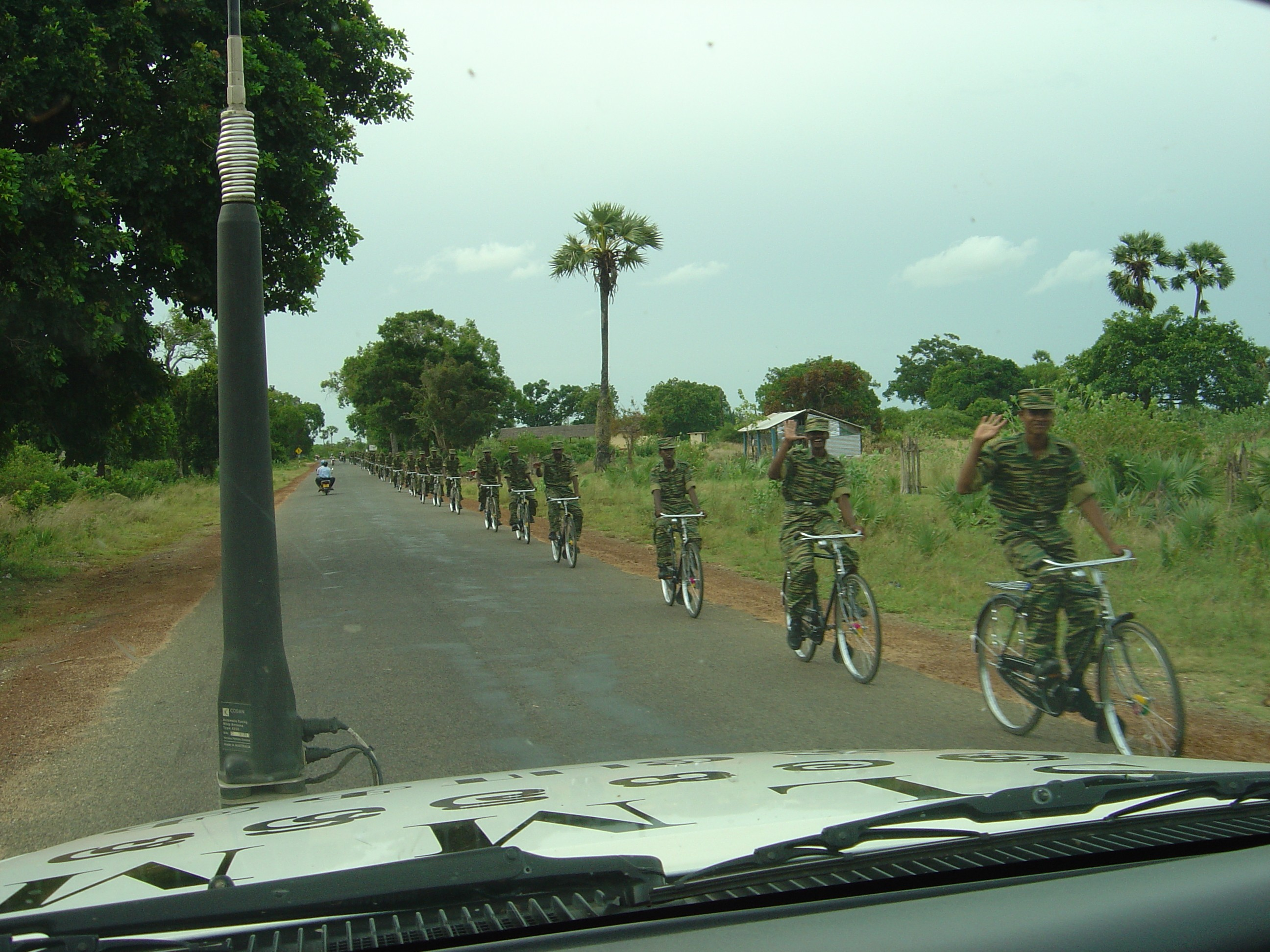
Vojenská četa Tamilských tygrů

Udržení mírové dohody byl problém hned od jejího začátku. Po volbách 2001 poprvé v historii Srí Lanky byl premiér země a prezident z jiného politického uskupení. Premiér Wickremasinghe byl nakloněn mírovému jednání a federalizaci země. Prezidentka Kumaratungová, její strana a další nacionalistická hnutí ale Tamilským tygrům nevěřili. Tamilové v rozporu s mírovou smlouvou pokračovali ve vybírání mýtného na cestách, pašovali zbraně a munici do země a verbovali do svých řad nové vojáky. Přes vyhlášený klid zbraní Tamilští tygři začali likvidovat opoziční tamilské skupiny a skutečné či domnělé vládní agenty na svém území.

#### Politická krize na Srí Lance
V dubnu 2003 byla mírová jednání zcela zastavena z popudu LTTE a následně v říjnu téhož roku vydala LTTE svůj vlastní návrh na zřízení Prozatímních vládních úřadů. Tyto správní celky měly být plně pod kontrolou Tamilských tygrů a měly se nacházet na severu a východě země. Na jihu země se tato deklarace setkala s vlnou protestů, které obviňovaly premiéra Wickremasingha z předání východu a severu země Tamilům. Aktivit se chopila prezidentka Kumaratungová. Vyhlásila v zemi stanné právo a převzala kontrolu nad třemi klíčovými ministerstvy (ministerstva pro hromadné sdělovací prostředky, vnitra a obrany). Prezidentka se spojila s levicovým hnutím United People's Freedom Alliance (UPFA) a vyhlásila konání nových voleb. Ty se konaly v dubnu 2004. Zvítězily levicové síly zastřešené UPFA a premiérem se stal Mahinda Radžapaksa. Vláda prohlásila své odhodlání pokračovat v mírovém dialogu, takže k vypuknutí násilí nedošlo.

#### Rozštěpení Tamilských tygrů
Mír značně poznamenal i Tamilské tygry, kteří začali intenzivně přemýšlet nad dělením moci mezi jednotlivými části organizace. V březnu 2004 došlo k výrazným neshodám mezi severním a východním křídlem Tamilských tygrů. Plukovník Karuna Amman prohlásil, že LTTE nedodává dostatek materiálu a neposkytuje úměrnou část moci východnímu křídlu a vystoupil s 5 000 vojáky z organizace. Konflikt netrval dlouho a Karunova armáda musela rychle ustupovat. Karuna unikl pouze díky vládní pomoci. Zbytky Karunovy armády ale zůstaly na východě ostrova a pokračovaly v útocích na pozice LTTE.
Během této doby docházelo k častému porušování mírové dohody. Srílanská monitorovací mise zaznamenala přes 3 000 přestupků ze strany Tamilských tygrů a 300 ze strany vládního vojska jen v roce 2005. Situace byla o to složitější, že obě strany prováděly proti sobě tajné operace. LTTE kritizoval vládu, že tajně podporuje tamilskou opozici, hlavně Karunovu frakci. Vláda zase obviňovala Tamily z vražd politických oponentů, rekrutování vojáků a vyzbrojování.

#### Tsunami 2004

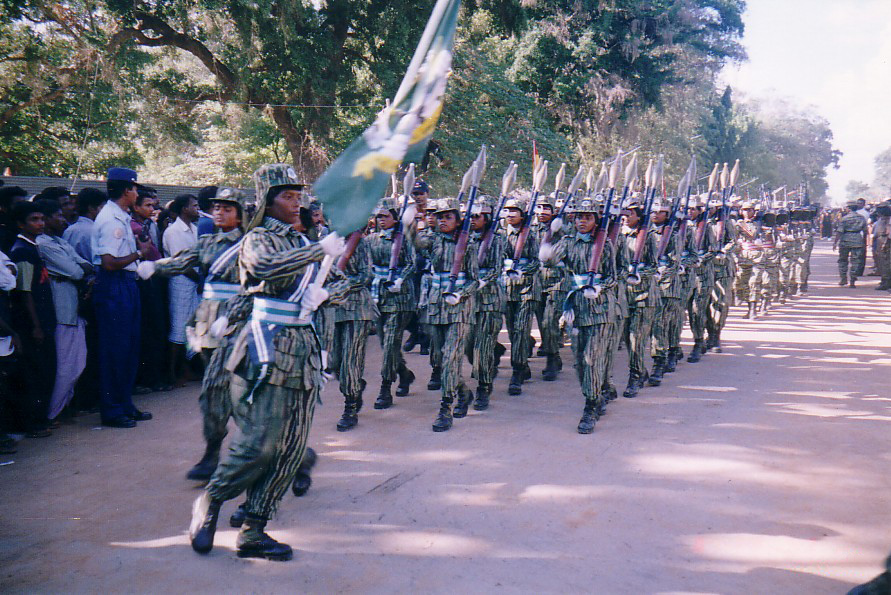
Ženská jednotka Tamilských tygrů

26. prosince 2004 zasáhlo Indický oceán zemětřesení se silou 9,1–9,3 Richterova stupně, které způsobilo ničivé vlny tsunami. Na Srí Lance si vyžádala přírodní katastrofa okolo 30 000 mrtvých a mnoho dalších lidí ztratilo střechu nad hlavou. Pomoc začala proudit do země z mnoha států světa, ale vyvstal problém, jak distribuovat pomoc na území ovládaném LTTE. Po dohodě vlády s Tamily byla vytvořena organizace Post-Tsunami Operational Management Structure, která měla tento problém vyřešit. Komunistická JVP ostře proti vytvoření organizace vystoupila a napadla ji u soudu. Na druhou stranu bezprostředně po tsunami došlo ke snižování násilí na severu ostrova.

#### Vražda Lakshmana Kadirgamara
Dne 12. srpna 2005 došlo k atentátu na ministra zahraničí Srí Lanky Lakshmana Kadirgamara. Ministr byl zastřelen odstřelovačem LTTE ve svém domě. Kadirgamar byl Tamil, velmi respektovaný zahraniční diplomat a dlouholetý odpůrce Tamilských tygrů. Jeho zavraždění uvrhlo Tamilské tygry do mezinárodní izolace, připravilo je o sympatie mezinárodního společenství a uzavřelo jim cestu k materiální pomoci ze zahraničí. Jako důsledek Kadirgamarovy vraždy zahraniční diplomati neprotestovali, když vládní vojska v roce 2006 opět zaútočila na LTTE na Mavil Aru.

## Obnovení války

### Krach mírového jednání
Po volbách 2006 Vellupiláj Prabhakaran poslal zprávu nové vládě s tím, že Tamilští tygři jsou odhodláni obnovit boje. Vláda tuto zprávu ignorovala. Násilí propukalo už v roce 2005. Byly vražděni sympatizanti obou stran (nejznámější oběti jsou protamilský novinář Taraki Sivaram či protamilský politik Joseph Pararajasingham).
Vzrůstající násilí našlo odezvu v zahraničí. Na konferenci v Tokiu byly obě strany vyzvány k ukončení násilí. Do sporu se vložily USA, které vyzvaly Tamilské tygry k ukončení všech operací. V opačném případě se měli připravit na nekompromisní odvetu vládního vojska. Posledním pokusem udržet mír byla mise norského politika Erika Solheima, který přesvědčil znepřátelené strany, aby zasedly k jednacímu stolu v Ženevě v únoru 2006. Došlo k dohodě a obě strany souhlasily s omezením násilí. Konflikt skutečně ztratil na intenzitě, ale na scénu přišla nová skupina, které se představila novou vlnou bombových atentátů na civilisty. Bylo to hnutí Upsurging People's Force, které vláda obvinila, že je součástí LTTE. Sama organizace ale žádnou spojitost s Tamilskými tygry nedeklarovala.
Druhá mírová konference v Ženevě byla díky vzrůstajícímu násilí odložena a mírová jednání pozastavena na neurčito. Opět se začaly objevovat případy masakrů civilního obyvatelstva a atentátů na významné politiky a vojenské činitele. Atentáty, masakry civilistů a zavraždění diplomata Lakshmana Kadirgamara o rok dříve vedly země Evropské unie k zařazení Tamilských tygrů na seznam teroristických organizací v květnu 2006. EU zmrazila veškerý majetek Tamilských tygrů v členských státech a pozastavila veškeré financování projektů na Srí Lance. Pokus Erika Solheima o obnovení dialogu ale i tak selhal.
Občanská válka vypukla nanovo po incidentu na řece Mavil Aru. Tamilští tygři uzavřeli 21. června 2006 propust a odřízli tak zásobování 15 000 vesničanů, kteří žili na vládou kontrolovaném území. Následná jednání byla bezvýsledná, a tak se vláda rozhodla reagovat silou. Za pomoci armády a leteckého bombardování ovládla vláda propust v půlce srpna téhož roku.

### Obnovení bojů
Násilí se rychle rozšířilo a Tamilští tygři zaútočili na námořní základnu Gokanna v blízkosti města Muttur. Rebelům se podařilo obsadit část města, ale vládní vojsko po těžkých bojích nad ním na začátku srpna obnovilo kontrolu. Velká ofenzíva Tamilských tygrů probíhala i na severu země. Tamilové útočili na obrannou linii vládních vojsk a několikrát se jim podařilo linii prorazit. Díky velkým ztrátám ale nakonec museli pozice vyklidit. Jako odpověď provedlo letectvo rozsáhlý nálet na tamilskou základnu v Chencholai, při níž zemřelo 61 dětí. Ve stejný den byl proveden neúspěšný atentát na pákistánského komisaře. K útoku se nikdo nepřihlásil, ale podezření padlo na Tamilské tygry a Indii. Pákistán se i přes incident zavázal materiálně podporovat vládní vojsko.
Nedlouho poté došlo k incidentu, kdy bylo zavražděno 17 francouzských humanitárních pracovníků. Srílanská mírová mise obvinila z masakru vládní vojsko, vláda ale okamžitě obvinění odmítla. Vyšetřování pod dohledem mezinárodních znalců právě probíhá.
I přes odražení ofenzívy na vojenskou základnu Gokanna měli Tamilové dělostřelecké pozice okolo Sampuru a mohli základnu ohrožovat. Přerušil by se tak zásobovací řetěz vedoucí na sever do Jaffny. USA nakonec poslaly do oblasti vojenské poradce, kteří měli dohlížet na situaci. Vláda se rozhodla hrozbu eliminovat a v srpnu 2005 zaútočila na tamilské pozice u Sampuru. Tamilové oficiálně vypověděli klid zbraní. Na začátku září mělo vládní vojsko oblast pod kontrolou a vybudovalo na místě vojenskou základnu. Obsazení Sampuru bylo prvním velkou územní změnou v konfliktu od roku 2002. Tamilští tygři odpověděli několika sebevražednými bombovými útoky.
I přes velký počet obětí se představitelé znepřátelených stran dohodli na obnovení mírového jednání v Ženevě. K dialogu však nedošlo, protože LTTE odmítla otevřít dálnici spojující Jaffnu se zbytkem vládou kontrolovaných území.

### Vládní útok na Východní provincii
V prosinci 2006 byl armádou představen nový vojenský plán. Podle něj měla armáda masivně zaútočit na území okupované LTTE na východě země a po jeho dobytí využít veškerý armádní potenciál na boj s Tamilskými tygry na severu. Slabinou plánu byl fakt, že by mohla LTTE použít místní civilisty jako lidské štíty a znemožnit tak účinné bombardování svých pozic.
Celá operace začala 6. prosince 2006, ale byla přerušena kvůli velkému počtu civilistů v oblasti a blížícím se monzunovým dešťům. Klidu zbraní využilo 20 000 civilistů k útěku na území ovládaná vládou. Boje byly obnoveny v lednu 2007. Vládní vojsko dobylo Vakarai, a tím odřízlo zásobování rebelů ze severu. Východní část Tamilských tygrů, která již tak byla na pokraji sil, se ocitla v obklíčení. Tamilové opět zintenzivnili bombové útoky na civilisty žijící na územích ovládaných vládou. V únoru 2007 zahájila armáda finální operace, jejichž cílem bylo zcela vyčistit Východní provincii od separatistů. Byla dobyta klíčová základna LTTE v Kokkadichcholai a získána kontrola nad místní dálnicí. Obě oblasti se dostaly pod kontrolu vlády po 15 letech. Přítomnost Tamilských tygrů se redukovala na 140 km² džungle v blízkosti Thoppigala.

### Vládní útok na Severní provincii
Drobné šarvátky mezi armádou a Tamilskými tygry probíhaly na severu země několik měsíců, ale intenzivní boje přišly až v září 2007. V prosinci téhož roku utrpěli Tamilští tygři sérii vážných porážek. Vláda prohlásila, že vůdce LTTE Vellupiláj Prabhakaran byl vážně zraněn při bombardování opevněného komplexu v Jayanthinagaru a hlavní politický činitel LTTE S. P. Thamilselvan byl zabit při jiném leteckém útoku. Letectvo Srí Lanky otevřeně deklarovalo, že zničí celé vedení separatistů.
V prosinci 2007 na žádost ministra obrany byla zastavena palba a Srílanská monitorovací mise opět začala dohlížet na klid zbraní. V únoru 2008 podala report o neustálém porušování příměří ze strany Tamilských tygrů a vláda ihned reagovala obnovením svých ofenzív. V následných bojích jí padla do rukou města Muhamalai, Vidattaltivu, Adampan a Iluppaikkadavai. Rebelové nabídli klid zbraní v průběhu zasedání Jihoasijského sdružení pro regionální spolupráci v Colombu. Vláda však nabídku odmítla s odpovědí, že je to neopodstatněné.
V srpnu 2008 dobyla armáda celý distrikt Mannar a v září už měla kontrolu nad městem Mallavi a leteckou základnou v Vavuniya. Poslední baštou rebelů tak zůstal distrikt Kilinočči.

Poloha distriktu Kilinočči

#### Bitva o Kilinočči

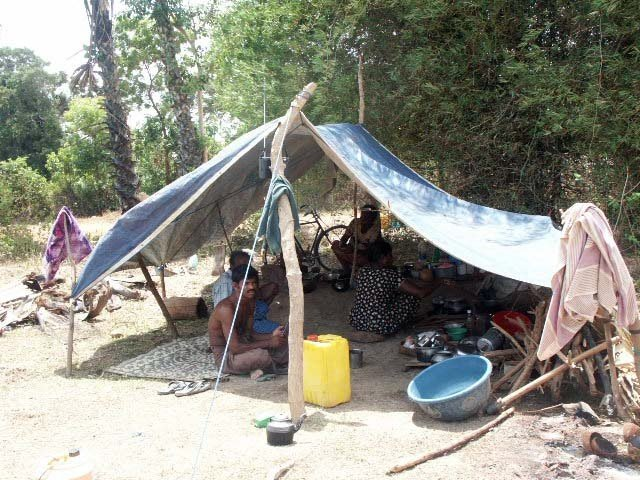
Provizorní přístřešek válečných uprchlíků

Armáda vstoupila poprvé do oblasti v červenci 2008. V říjnu padla Pooneryn (strategické místo v blízkosti Jaffny) a v listopadu poslední námořní základna Tamilských tygrů. Mezitím ale situace více než 200 000 uprchlíků směřovala k humanitární katastrofě. Nedůvěra Západu a Indie vůči Tamilským tygrům byla tak velká, že mezinárodní síly nezačaly požadovat zastavení palby. V listopadu 2008 začal finální útok na město Kilinočči, které bylo pro rebely de facto hlavním městem. Rebelové se bránili velice tvrdě a boje si vyžádaly těžké ztráty na obou stranách. Kilinočči bylo dobyto 2. ledna 2009.
Po ztrátě tohoto města se mezinárodní pozorovatelé shodli, že Tamilské tygry čeká v nejbližší době totální porážka. Separatisté se urychleně stáhli z okolí Jaffny a vytvořili poslední pozice v džungli v okolí Mullaitivu. V únoru 2009 bylo pod kontrolou rebelů méně než 200 km².
Stupňování bojů bylo spojeno se zvyšující se brutalitou vůči civilnímu obyvatelstvu. Human Rights Watch vydala report, podle kterého srílanská armáda masakrovala civilisty během dělostřeleckého bombardování. Organizace začala tlačit na vládu, aby zastavila své operace vůči civilistům. Na druhé straně tlak byl namířen i na Tamilské tygry. Měli dovolit civilistům opustit oblasti bojů a zastavit vraždění těch, co se o útěk pokusí. OSN byla také silně znepokojena situací civilistů. Hlavně si dělala starosti o 200 000 civilistů, kteří uvízli na území o rozloze 14 km². Vláda toto území označila jako bezbojovou zónu. Většina zbývajících separatistických sil se koncentrovala právě zde a používala civilisty jako živé štíty.
Tamilští tygři si začínali uvědomovat svou bezvýchodnou situaci a odhodlávali se k čím dám zoufalejším krokům. V únoru 2009 separatisté podle vzoru z 11. září 2001 chtěli použít dvě letadla k útokům na Vrchní velitelství a leteckou základnu v Colombu. Srílanským vzdušným silám se však podařilo obě letadla sestřelit než dosáhla místa určení. V březnu 2009 kontrolovali Tamilští tygři pouze 1 km² mimo bezbojovou zónu (při největším rozmachu před třemi lety to bylo okolo 15 000 km²). Vláda pod silným politickým tlakem souhlasila s dialogem s parlamentními silami, které měly blízko k Tamilským tygrům. Tamilští poslanci ale odmítli jednat, dokud vláda nevyřeší humanitární krizi civilistů držených v bezbojové zóně.

#### Konflikt v bezbojové zóně
Armáda nakonec vytlačila veškeré jednotky Tamilských tygrů do bezbojové zóny. V dubnu začaly probíhat operace zaměřené na likvidaci vůdce rebelů Vellupiláje Prabhakarana a zbytek vedení. Den po zahájení se armádě vzdali Velayuthan Thayanithi (mediální koordinátor) a Kumar Pancharathnam (vrchní zástupce). Důvodem jejich kapitulace byl fakt, že Tamilští tygři stříleli civilisty, kteří chtěli odejít na vládní území a používali děti jako vojáky. To byl po rebely velký šok a výrazné oslabení.
Dne 25. dubna 2009 mělo území pod kontrolou rebelů 10 km². Jak boje pokračovaly, experti z OSN požádali o vytvoření vyšetřovací komise, která by prošetřila boje v bezbojové zóně. Podle Úřadu pro koordinaci humanitárních záležitostí opustilo území konfliktu okolo 196 000 osob, avšak přes 50 000 lidí tam zůstalo uvězněno. V půlce května 2009 prolomila armáda poslední obrannou linií separatistů a obsadila zbytek území.

### Konec války
16. května 2009: Prezident Mahinda Radžapaksa zaslal depeši na zasedání G11 v Jordánu se sdělením, že vládní armáda zlomila ozbrojený odpor separatistů a obsadila poslední část bezbojové zóny. Vrchní velitel srílanské armády Sarath Fonseka také oznámil vítězství nad LTTE.
17. května 2009: Tamilští tygři oznámili na svých stránkách porážku ve válce. Autorem zprávy byl Selvarasa Pathmanathan (vedoucí mezinárodních vztahů LTTE).
18. května 2009: Armáda prohlásila, že byl zabit velitel Tamilských tygrů Vellupiláj Prabhakaran, když se pokusil uprchnout z bojiště v sanitce. Armáda při útoku zlikvidovala i hlavu námořnictva Thillaiyampalama Sivanesana a jeho zástupce Shanmugalingama Sivashankara.
19. května 2009: V 9:00 ráno přednesl prezident Mahinda Radžapaksa ve srílanském parlamentu projev, při kterém oznámil osvobození Srí Lanky od terorismu a vítězství vládního vojska. Pomocí testů DNA bylo identifikováno tělo Vellupiláje Prabhakarana díky genetickému materiálu, který byl získán z těla jeho syna zabitého dříve. Jeho nástupcem v čele LTTE se stal Selvarasa Pathmanathan.
5. srpna 2009: Selvarasa Pathmanathan byl dopaden srílanskou vojenskou rozvědkou ve spolupráci s místními úřady v Kuala Lumpuru v Malajsii. Dopraven byl zpátky na Srí Lanku a postaven před soud.

## Dopady války

### Počty obětí
Srílanská občanská válka stála život podle odhadů 80 000 – 100 000 lidí. Z toho je 27 639 tamilských ozbrojenců, 23 327 vládních vojáků, 1 155 indických vojáků a desetitisíce civilistů. Posledních pět měsíců konfliktu si vyžádalo největší civilní ztráty. Podle OSN v rozmezí mezi půlkou ledna 2009 (zřízení bezbojové zóny) a půlkou dubna 2009 přišlo o život přes 6 500 civilistů a okolo 14 000 jich bylo zraněno. Podle ministerstva zahraničí USA jsou ale ztráty mnohem vyšší než OSN předpokládá.

### Ekonomické výdaje
Celkové válečné výdaje za 26 let konfliktu se pohybují okolo 200 miliard amerických dolarů. 5,5 miliardy dolarů vládu stály jen operace na severu země na konci války. Na obnovu Severní provincie v rámci programu Uthuru Wasanthaya bylo po válce vyčleněno 2,25 miliard dolarů.

## Důsledky války

### Politické řešení
Prezident Mahinda Radžapaksa ohlásil, že politické řešení konfliktu bude založeno na srílanské ústavě. Politická strana napojená na Tamilské tygry Tamilská národní aliance a další větší tamilské politické strany se oficiálně vzdaly snahy o samostatný stát a vyměnily ho za možnost federace.

### Váleční zajatci
S koncem války se 11 644 ozbrojenců vzdalo armádě. Z toho bylo 500 dětí a 1 601 žen. Vláda rehabilitovala ozbrojence v programu National Action Plan for the Re-integration of Ex-combatants (česky Národní akční plán pro reintegraci bývalých vojáků). Ozbrojenci byli rozděleni do tří skupin, a to na zkušené vojáky, nevojenský personál a vojáky naverbované násilím. Následně byli posláni do 24 rehabilitačních center po celé zemi. Mezi zajatými bylo okolo 700 zkušených vojáků LTTE. Někteří se připojili k vládním bezpečnostním silám v pátrání proti zbytku LTTE. V červnu 2011 bylo propuštěno přes 7 000 bývalých příslušníků LTTE na svobodu. V nápravných zařízeních zůstalo 4 300 bojovníků.

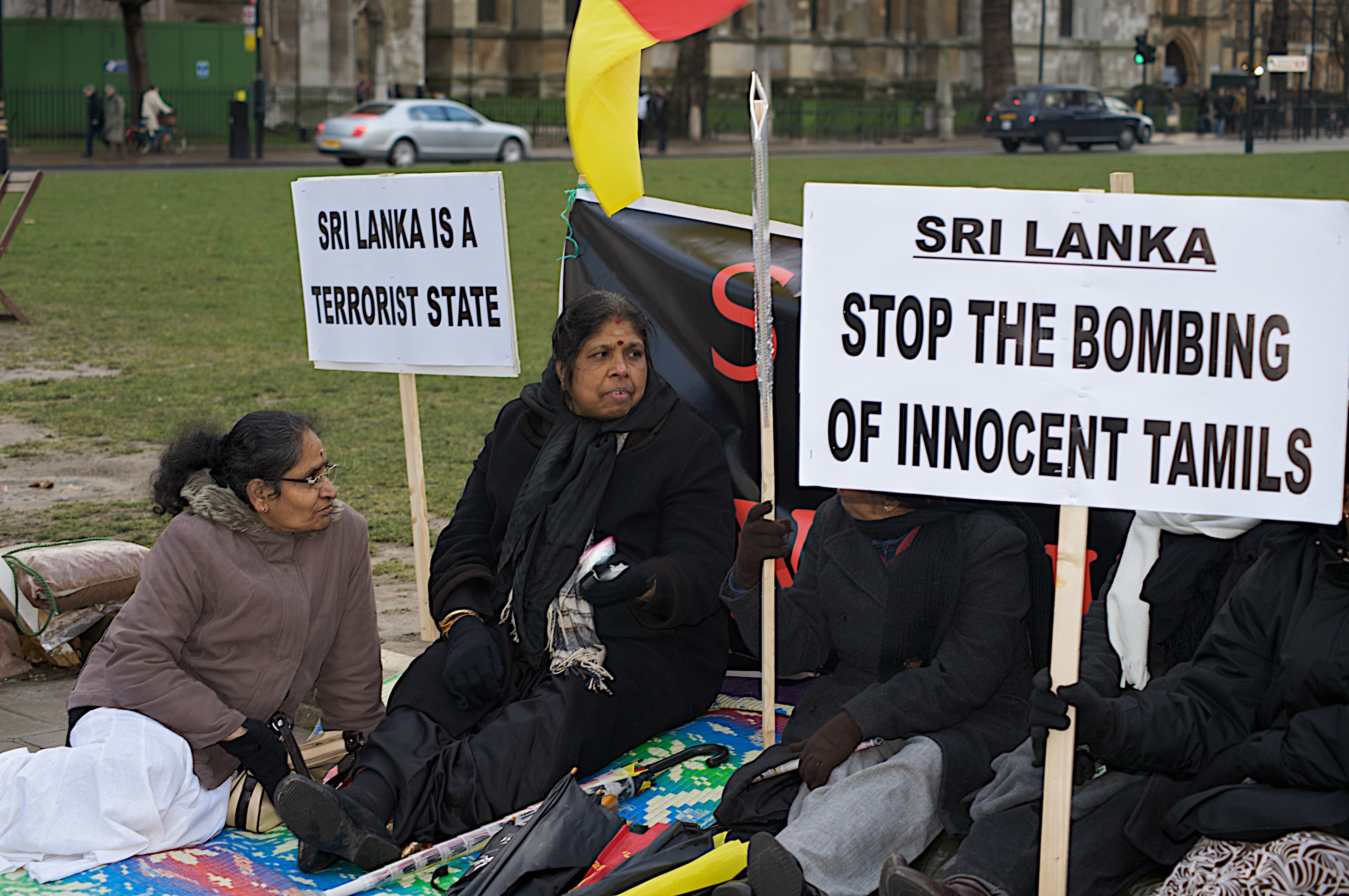
Protesty Tamilů v Londýně

### Minová pole a bezpečnostní situace
Válka zanechala na Srí Lance okolo 1,6 miliónu min. Do června 2011 bylo 370 000 min zneškodněno. Vláda zaměstnává 1 500 speciálních pracovníků, kteří zatím vyčistili 1 285 km² a dalších 400 km² je v plánu.
Bezpečnostní situace na tamilských územích je pod kontrolou místní policie. Od konce války přes 5 000 mladých Tamilů požádalo policejní orgány o práci ve Východní provincii. Dalších 2 000 policistů plánuje vláda naverbovat pro službu v Severní provincii.

### Protesty Tamilů v diaspoře
Tamilové žijící v diaspoře začali protestovat proti masakrům civilistů a pokračující válce ve mnoha místech světa. Druhy protestů měly různé formy, a to od demonstrací, hladovek, lidských řetězů až po několik případů sebeupálení. Tamilové obviňovali srílanskou vládu z masakrů civilistů, etnického čištění některých oblastí a genocidy.
První protest se konal v Indii v provincii Tamil Nadu v polovině roku 2008. Následovala vlna protestů v Londýně, Torontu, Aucklandu, Ottawě, Paříži, Oslu, Sydney, Washingtonu, Bangalore, New Yorku, Berlíně, Ženevě, Curychu, Haagu, Canbeře, Wellingtonu, Kodani a Kuala Lampuru.